# Hell in a Cell (2017)
«Hell in a Cell» (2017) — щорічне pay-per-view шоу «Hell in a Cell», що проводиться федерацією реслінгу WWE. У цьому році участь брали лише бійці арени SmackDown. Шоу відбулося 8 жовтня 2017 року в Літтл Сізарс-арена у місті Детройт, штат Мічиган, США. Це було 9 шоу в історії «Hell in a Cell». Вісім матчів відбулися під час PPV, один з них перед показом.